# 鷲見知彦
鷲見 知彦（すみ ともひこ、1985年1月23日 - ）は、日本の元陸上競技選手。専門は長距離走。元トヨタ紡織所属。

## 人物・経歴
愛知県岡崎市出身。岡崎市立常磐中学校、愛知県立豊川工業高等学校、日本体育大学卒業。
2002年全国高校駅伝で1区区間4位(日本人1位)の快走。2003年に日本体育大学に入学すると、同学年の上野飛偉楼・保科光作・稲垣晃司とともに「1年生カルテット」として注目された。箱根駅伝には4年連続で出場し、1年時の第80回大会では1区、4年時の第83回大会では7区でそれぞれ区間賞を獲得している。
大学卒業後はトヨタ紡織に就職し、実業団選手として活動した。引退後の現在は、実家の家業を継ぐため、愛知県内の専門学校にて土木工学を勉強中。